# 燃えろ!青春
『燃えろ!青春』（もえろせいしゅん）は、1968年に公開された東宝製作、黒沢年男主演の日本映画。

## 概要
東宝の青春トリオ黒沢年男、竜雷太、夏木陽介の3人が初めて顔をそろえ、酒井和歌子、星由里子が率いる若手女優陣と華々しく対決する青春学園映画。これまでのラグビー、サッカーとは趣向を替えて女子のバレーボールをメインとした作品である。竜雷太が、主人公を務めたテレビ映画『これが青春だ』で舞台になった南海高校のバレーボール部を率いているのが楽屋落ち的趣向となっている。
なお、この作品のフォーマットは、東宝テレビ部が1969年に製作した『炎の青春』（日本テレビ系列）に女子バレーボールを女子バスケットボールに移し替えて製作された。

## ストーリー
かつて貞淑な女子教育で名を馳せた城山学園に赴任した門前八郎は、生徒の人気者だった絵島先生の転校に実力行使で反対し、学園は大騒ぎになった。江島はすぐに生徒たちを説得し、八郎に「虎の調教師のつもりで行動しなさい」とアドバイスし、学校を去った。しかし、残された八郎にとっては災難だった。生徒たちにはからかわれ、校医の小鳥遊にもからかわれた。八郎を心配した校長は八郎をバレー部部長に任命するが、うまくいかない。八郎はコーチを務める同窓生の朝子と衝突し、彼女を中心に団結していたクラブは彼女の辞任で解散寸前に陥る。八郎は囚人として服役していたが、麻子の父・善吉に誤解され減給されてしまう。美容師の民子は八郎に同情して真実を語り、善吉に正しい行動をとるよう促した。やがて、真剣な練習の甲斐あって麻子は八郎監督のもとに戻り、転校生の順子の活躍で城南バレーボール部は県予選を突破する。
しかし、順子の才能に気づいた極東紡のディレクター・須永とサンカメラのスカウト・桑原が、順子の争奪戦を始める。桑原は有川教頭に賄賂を渡し、純子を20万円でスカウトした。八郎は須永の優しさで金を集めて順子を引き戻すが、邪悪な桑原を突き放した。いよいよ決勝戦の日です。しかし、学校では八郎の処分をめぐって会議が大騒ぎになっていた。そこに順子が母・喜美子とともに現れ、有川の悪事が暴かれ、八郎と順子は大会場へ急ぐ。決勝戦はN高等学校と城南学園の対戦となる。江島は結婚する高梨を全力で応援する。八郎と麻子の指揮のもと、城南対N高。熱戦を繰り広げる選手たちに観客は惜しみない拍手を送りました。

## 出演
- 黒沢年男 - 門前八郎[1]（城山学院新任教師）
- 酒井和歌子 - 三沢朝子[1]
- 東野英治郎 - 三沢善吉[1]（朝子の父）
- 夏木陽介 -  須永健介[1]
- 竜雷太 -  江島雷太[1]
- 藤木悠 -  有川昇二郎[1]
- 十朱久雄 -  田所鼎[1]
- 京塚昌子 -  小森民江[1]
- 曾我廼家一二三 -  中尾重之[1]
- 矢野間啓治 - 丹羽平太[1]
- 木村豊幸 -  成島元[1]
- 高橋厚子 - 石井昌代[1]
- 星由里子 - 高梨のぞみ[1]

## 同時上映
『ザ・タイガース 華やかなる招待』
- 脚本：田波靖男 / 監督：山本邦彦 / 主演：ザ・タイガース
- 『ザ・タイガース』3部作の第2作目。

## 関連事項
- これが青春だ!
- でっかい太陽